# Real Quiet
Real Quiet, född 7 mars 1995, död 27 september 2010, var ett engelskt fullblod, mest känd för att ha segrat i Kentucky Derby (1998) och Preakness Stakes (1998). Då han blev slagen i det tredje Triple Crown-löpet, Belmont Stakes, var det med den minsta marginalen någonsin, på endast fyra tum. 

## Bakgrund
Real Quiet var en brun hingst efter Quiet American och under Really Blue (efter Believe It). Han föddes upp av Eduardo Gaviria och ägdes av Michael E. Pegram. Han tränades under tävlingskarriären av Bob Baffert.
Real Quiet tävlade mellan 1997 och 1999, och sprang in 3 271 802 dollar på 20 starter, varav 6 segrar, 5 andraplatser och 6 tredjeplatser. Han tog karriärens största segrar i Kentucky Derby (1998) och Preakness Stakes (1998). Han segrade även i Hollywood Futurity (1997), Hollywood Gold Cup (1999) och Pimlico Special (1999).

## Karriär

### Tvååringssäsongen 1997
Real Quiet tränades av Bob Baffert, och började tävla som tvååring 1997. Han tog sin första seger i sin sjunde start, i ett Maiden Special Weight-löp på Hollywood Park. Han avslutade dock sin tvååringssäsong med ett facit på 2–0–5 på nio starter, och sprang in 381 122 dollar.

### Treåringssäsongen 1998
Som treåring segrade Real Quiet tillsammans med jockeyn Kent Desormeaux i Kentucky Derby, som kom att bli hans karriärs största seger. Han segrade även i Preakness Stakes. I Belmont Stakes, det tredje och sista löpet i Triple Crown, förlorade Real Quiet när Victory Gallop slog honom med en nos i löpets sista steg.
Innan American Pharoah vann Triple Crown 2015 hade ingen häst kommit närmare titeln sedan Affirmeds seger 1978. Kent Desormeaux kritiserades för sin ritt i Belmont Stakes. Många tyckte att han gick ut för snabbt i starten, vilket gjorde att Real Quiet tröttnade på banans sista steg.

### Fyraåringssäsongen 1999
Som fyraåring vann Real Quiet grupp 1-löpen Pimlico Special och Hollywood Gold Cup. I Pimlico Special var han andrahandsfavorit efter Free House, som bland annat segrat i det årets Santa Anita Handicap. I löpet reds Real Quiet av Gary Stevens, och Chris McCarron red Free House. I de sista steget kom Real Quiet förbi med minsta möjliga marginal, och segrade. Han var den första hästen på 50 år att vinna både Preakness Stakes och Pimlico Special och är en av endast fem hästar som uppnått den bedriften tillsammans med fyra Triple Crown-vinnare: Citation, Whirlaway, Assault och War Admiral.
Den sommaren segrade Real Quiet även i Hollywood Gold Cup, samt kom trea i Massachusetts Handicap. Real Quiet ansågs vara en stark utmanare i Breeders' Cup Classic och deltog i Pacific Classic som ett förberedande löp. Han skadade sig dock, och fick avsluta sin fyraåringssäsong med ett facit på 2–2–1 på fem starter och med 1 101 880 dollar insprunget.

### Som avelshingst
Som fyraåring drabbades Real Quiet av en fraktur på skenbenet i höger framben, och fick avsluta sin tävlingskarriär. År 2000 stallades han upp som avelshingst på Vinery Kentucky nära Lexington i Kentucky. Real Quiet stod senare på Taylor Made Stallions i Kentucky och Pin Oak Lane Farm, sedan Penn Ridge, båda i Pennsylvania. Han var även verksam avelshingst i Australien och Uruguay och utnyttjade den omvända avelssäsongen på södra halvklotet.
2005 flyttades han tillfälligt till Regal Heir Farms i Pennsylvania. Real Quiet avled den 27 september 2010 efter att ha skadat sig i sin hage på Penn Ridge Farms.